# Penestoglossa
Penestoglossa é um gênero de mariposa pertencente à família Acrolophidae.